# 全民健康保險

全民健康保險標誌

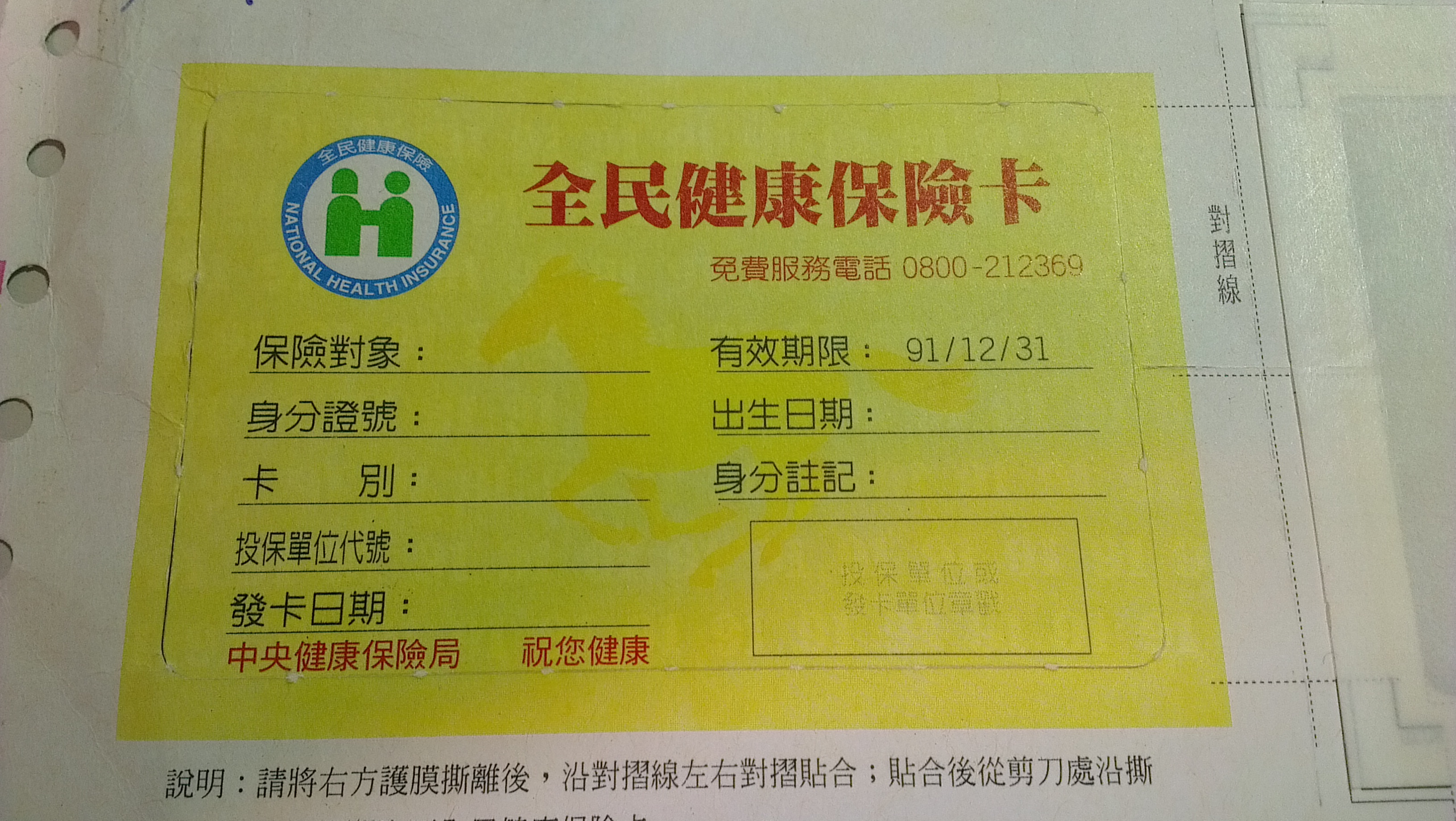
開辦初期的健保紙卡

現行健保智慧卡

全民健康保險，一般簡稱為健保或全民健保，是中華民國一種強制性之社會保險制度。
為增進全體國民健康，中華民國於1995年3月1日開始實施全民健康保險，以提供醫療保健服務，法律依據為《全民健康保險法》，其主要基於《中華民國憲法》第155、157條以及《憲法增修條文》第10條第5項而制定。

## 沿革

### 政策規劃
在全民健康保險實施以前，中華民國按照職業分別實施軍人保險（軍保）、公教人員保險（公保）、勞工保險（勞保），以及農民健康保險（農保），並有保險業各自承保的健康保險。
1968年內政部草擬全民健康保險計畫，1986年5月，行政院核定的「中華民國台灣經濟長期展望」中提到以2000年為全民健保開辦目標年，這是官方首次明確指出將實施健保。而後在1988年，行政院經建會專責規畫小組，著手於全民健康保險之規劃，並完成全民健康保險規劃報告。1989年12月，時任總統李登輝為推動全民健保，特接見來華參加全民健康保險國際研討會各國學者專家並就全民保險制度交換意見。1990年7月，行政院衛生署接手規劃全民健康保險。1991年2月，衛生署成立全民健康保險規劃小組，進行細節討論作業。
全民健保原定於1994年實施。俞國華內閣決議改至1995年，繼任的李煥內閣進一步研擬提前於1994年，但並未裁定，李內閣就總辭。1990年，新任行政院院長郝柏村正式指示全民健康保險提前於1994年辦理。此期程也為繼任行政院院長連戰遵循。1993年12月，行政院衛生署成立中央健康保險局籌備處。
1994年7月19日，立法院三讀通過《全民健康保險法》，全民健保正式獲得民意授權，得以展開最後準備。行政院長連戰預期將在1995年1月1日正式實施。但因勞工等團體的疑慮與抗議，立法院遲至1994年12月23日，才通過《中央健康保險局組織條例》，並在當月30日經總統李登輝令制定公布。也因為立法程序遲未完成，原定實施日期必須延後。1995年1月1日，行政院衛生署正式成立「中央健康保險局」，首長職稱為「總經理」。1995年3月1日正式全面實施「全民健康保險」。

### 實施與修正
2003年，健保局完成全民健保卡全面IC卡化，所有就醫紀錄整合在一張卡片的晶片裡，並在每次看診時上傳雲端伺服器。（但病人的病歷記錄由個別醫院各自保管）
2009年1月23日，制定《行政院衛生署中央健康保險局組織法》，全文9條。2010年1月1日，《行政院衛生署中央健康保險局組織法》施行，更名為「行政院衛生署中央健康保險局」，中央健康保險局首長職稱從「總經理」改為「局長」。
2013年1月1日，二代健保正式實施。6月19日，制定《衛生福利部中央健康保險署組織法》，隨後，7月23日，隨衛生福利部成立，而改組為「衛生福利部中央健康保險署」。7月，健保署建置了以病人為中心的「健保雲端藥歷系統」，提供特約醫事服務機構的醫師在臨床處置、開立處方時及藥師用藥諮詢時，可以即時查詢病人過去3個月的用藥紀錄，避免重複用藥的情形發生，提升用藥安全及品質。
2014年2月起，健保署規劃健康存摺，可用健保卡或自然人憑證登入，可查詢：投保資訊、中醫西醫及牙醫就醫明細（開藥明細）、醫療院所上傳的檢驗結果等。

## 制度

### 與他國制度的比較
對於經濟弱勢族群，看診掛號費加上藥品部分負擔，的確是沉重壓力；健保署的資訊能力，應可其他政府單位連線，給予弱勢族群更多保障。

中華民國所實施的全民健康保險分類上屬於「公營單一社會保險制」的醫療照顧體系，類似加拿大的現行制度；唯加拿大各省可針對各省財務狀況設定不同的費率，而中華民國屬採用全國一致的費率級距。
而鄰近的大韓民國與日本國，其醫療體系與中華民國皆屬於社會保險，亦有其相似之處。但日本國並非由單一保險單位承保全國民眾，而是區分為地區保險與受雇者保險（包含健康保險、船員保險、互助組合），其中受雇者保險大致與中華民國於成立健保局前開辦之公保、勞保、農保相同。

### 健康照護體系的分類
根據政府公權力介入的程度，健康照護體系一般可以區分為以下三種不同的體系。
1. 社會保險制（台灣的全民健康保險採用此制度）：又稱俾斯麥模式，德國首創，醫療開支由疾病保險基金所支付，基金的來源則由政府、雇主、民眾共同分擔。特色為財務獨立，不與其他政府開支相混淆。由於社會保險制得以兼顧財務永續性、醫療效能以及社會公平性，以此一制度為基礎的公營醫療保險也被許多國家所採用。然而社會保險通常會有因為代理人問題所造成的醫療開支暴增的風險，所以為了控制財務風險，很多實施此制度的國家也同時採取總額給付制來避免財務破產。
2. 公醫制（政府介入最多）：又稱貝佛里奇模式，以英國為代表。自1948年起至1989英國醫療改革止，醫師為受雇於公立醫院的公務員，醫療開支由政府編列預算支應。然而由於公醫制具有公務機關缺乏效率的缺點，在1990年後，英國也開始引入更有效率的競爭機制，以及開放私人醫療院所的競爭。另外，中華民國憲法157條規定，國家為增進民族健康，應普遍推行衛生保健事業及公醫制度。然而在現實中，此條文從未實行。
3. 自由市場（政府一般不介入）：以2013年前的美國為代表。美國的醫療開支一般由民營的醫療保險公司負擔，聯邦政府僅提供年長者與低收入者的醫療保險。2009年美國國會通過健康保險改革法案，擴大公辦醫療保險範圍，但其中要求民眾應於2014年前強制加保的規定已由法院判決違憲，故2014年國會修法由各州自行提供合宜保險以供選購，惟不加保將面臨罰款。台灣於1995年前之健康照護體制屬於自由市場。

### 現行制度
全民健康保險唯一辦理及管理機構，是衛生福利部下轄的中央健康保險署，為一官方機構。
中華民國實施全民健保時，為了將公保、勞保、農保、軍保的舊有保險體系整合納入全民健保中，故採取依身份別（即職業別）強制納保的制度。不同身份加保人不因健康病史問題而有不同保費，而是根據行業身份有不同納保費率。民眾加保後以健保卡到醫療院所就醫時即僅須負擔掛號費以及部份負擔費用。而醫療院所則是以量計酬，根據病患病歷就診紀錄向健保署請領醫療給付。2009年起新北市針對弱勢再推出新希望關懷中心，其中申辦「新希望卡」者在掛號費和部分負擔中能再獲得全免或減低。
但由於1995年實施全民健保後，醫療開支大幅增加遠超過原核定保費所能支應。故而健保署引入健保總額支付制度來控制財務風險。亦即健保署不再全額給付醫療院所的醫療支出費用，而是在事前劃定一個醫療支出費用的總額，由醫療院所各自申請後，若申請總額低於原訂總額則全額給付，若申請總額高於原訂總額，則按比例打折給付。

### 兩岸對接
2019年7月福建莆田市設立「台胞醫保服務中心」初步試驗中華人民共和國醫療保險與中華民國全民健康保險對接，以期服務每年數十萬長短期在福建活動的台胞。很多人未參加中國大陸的医保制度而是參加中華民國全民健保在大陸看病後回台報銷的手續麻煩、承認度、審核審問等問題，只要將看病資料交至台胞醫保服務中心由此機構和中華民國卫生福利部中央健康保险署對接處理一切專業性問題，之後補貼款直接由中華民國健保局交給醫保服務中心再匯至個人帳戶，中間一切過程看病者不必處理與知悉。

## 健保費用及補充保險費

#### 歷年健保費率
| 時間                  | 健保費率 | 補充保險費率 |
| 1995/03/01-2002/08/31 | 4.25%    | 尚未開辦     |
| 2002/09/01-2010/03/31 | 4.55%    | 尚未開辦     |
| 2010/04/01-2012/12/31 | 5.17%    | 尚未開辦     |
| 2013/01/01-2015/12/31 | 4.91%    | 2%           |
| 2016/01/01-2020/12/31 | 4.69%    | 1.91%        |
| 2021/01/01-           | 5.17%    | 2.11%        |

- 健保費率調漲上限為6%。

#### 歷年平均眷屬人數調整
| 時間            | 平均眷屬人數 |
| 1995/03-1995/12 | 1.36人       |
| 1996/01-1996/09 | 1.1人        |
| 1996/10-1998/02 | 0.95人       |
| 1998/03-2000/12 | 0.88人       |
| 2001/01-2006/12 | 0.78人       |
| 2007/01-2014/12 | 0.7人        |
| 2016/01-2019/12 | 0.61人       |
| 2020/01-        | 0.58人       |

### 補充保險費

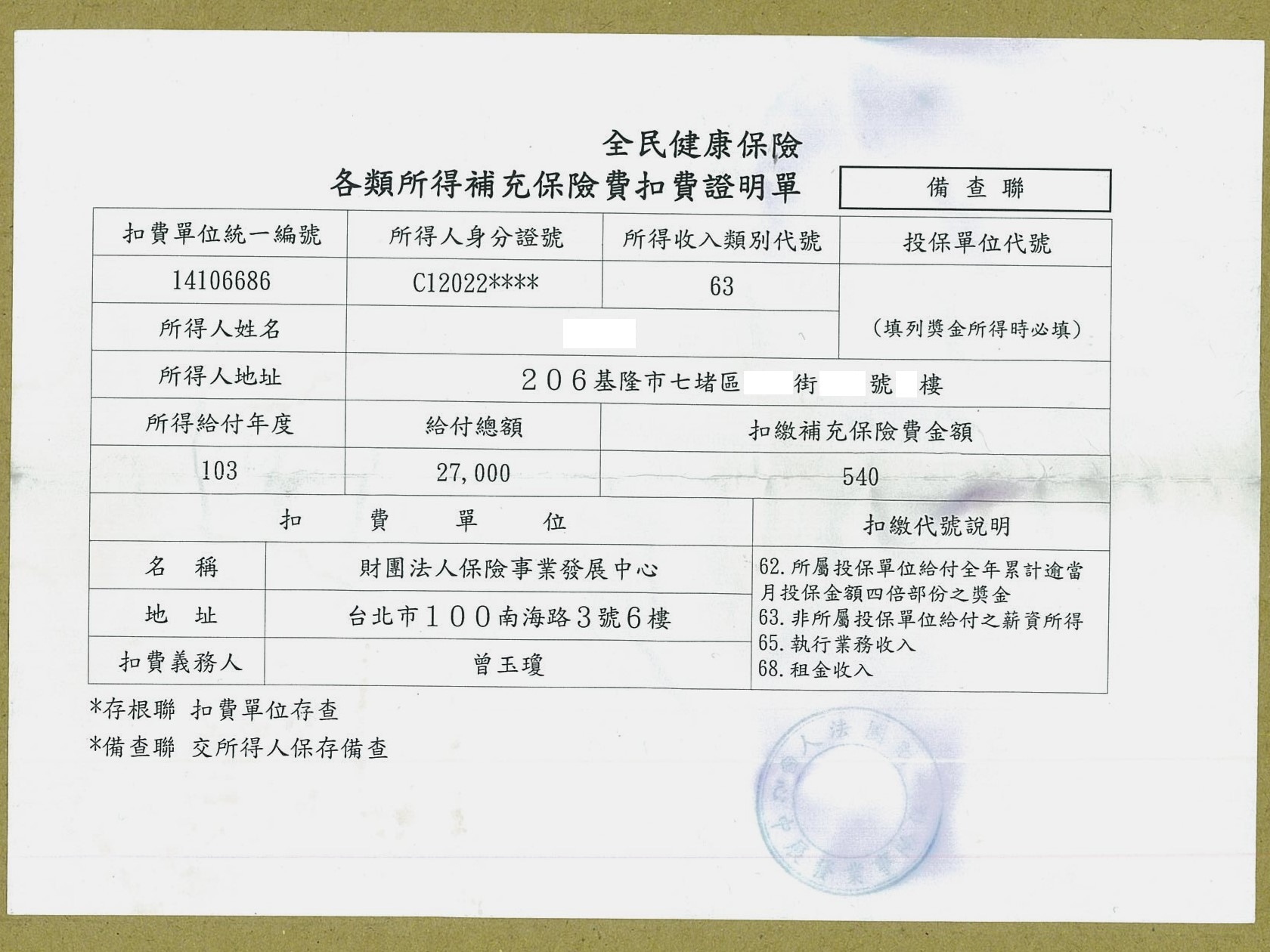
補充保費扣費證明

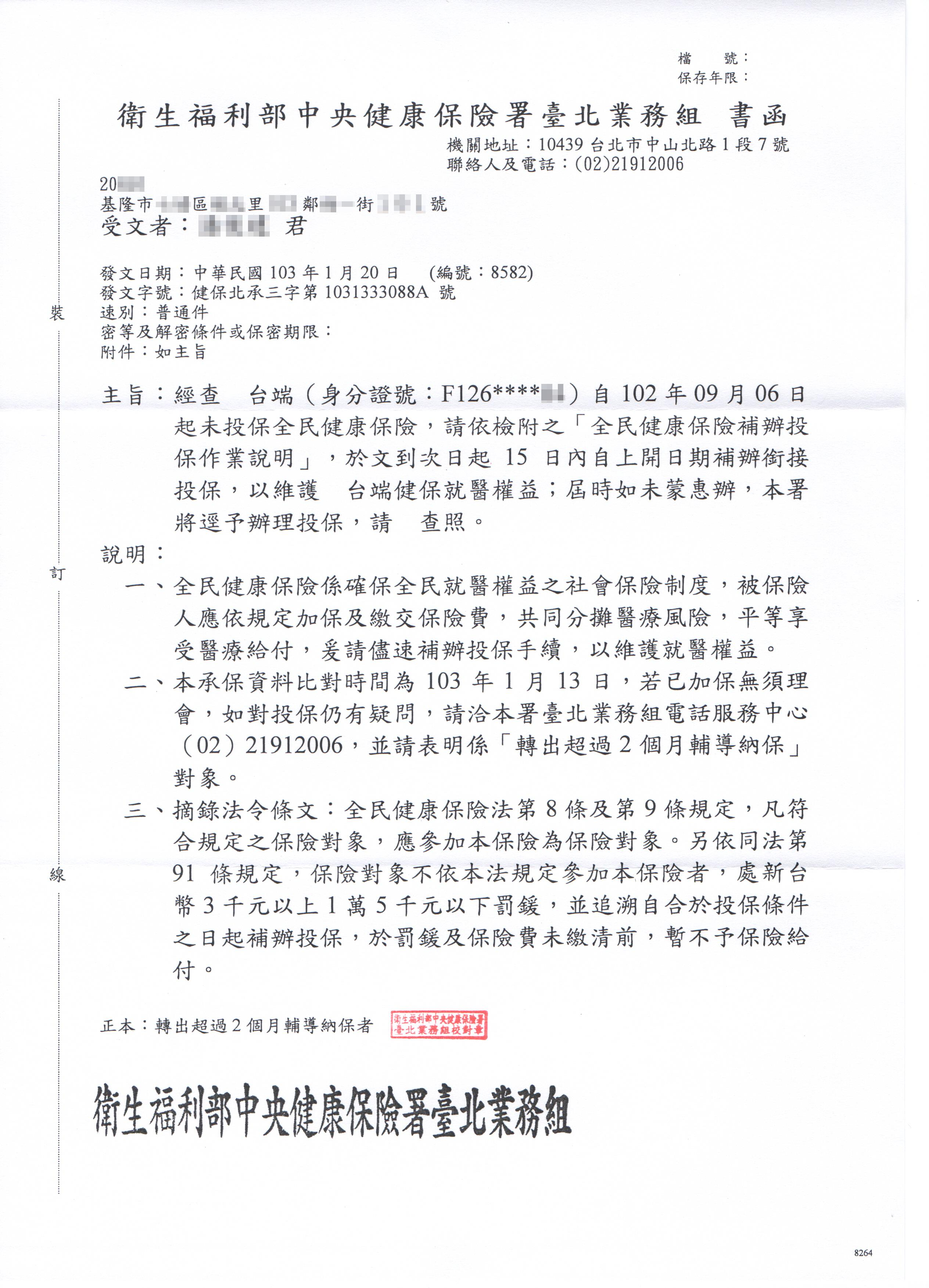
通知不參加健保將被處罰款的通知書

二代健保於2013年1月1日實施並開徵補充保險費。2021年1月1日起補充保險費的費率為2.11%，且計算金額上限為新臺幣1000萬元。
二代健保實施後，民眾及投保單位除負擔一般保險費外，投保單位、民眾符合以下條件時，須計收補充保險費：
- 投保單位：每月所支付薪資總額（所得稅格式代號50、79A及79B）與其受僱者每月投保金額總額間的差額，應按補充保險費率計算補充保險費。
- 計費公式：（每月給付之薪資所得總額－給付當月受僱者投保金額總額）× 補充保險費率（2021年1月起為2.11％）
- 民眾：如有高額獎金等以下6項收入，即為補充保險費的扣費義務人，應於給付時按補充保險費率扣取補充保險費，彙繳健保署。 計費公式：計費所得或收入 × 補充保險費率（2021年1月起為2.11％） 。[15]

#### 個人補充保險費
1. 全年累計超過當月投保金額4倍部分的獎金：獎金累計超過當月投保金額4倍後，超過的部分單次以1,000萬元為限。
2. 兼職薪資所得：非所屬投保單位給付的薪資所得。但無一定雇主的民眾除外。
3. 執行業務收入：投保金額已計入執行業務所得計算者，其執行業務收入，不在此限。
4. 股利所得：按現金股利扣取補充保險費。
5. 利息所得：指所得稅法第14條第1項第4類所稱之利息所得：凡公債、公司債、金融債券、各種短期票券、存款及其他貸出款項利息之所得。所以如郵政存簿儲金之利息及依法律規定分離課稅之利息等都要扣取補充保險費。
6. 租金收入：個人租給公司、企業、機關的租金收入。[15]

| 二代健保個人補充保費之項目收費範圍標準 | 二代健保個人補充保費之項目收費範圍標準                               | 二代健保個人補充保費之項目收費範圍標準                 | 二代健保個人補充保費之項目收費範圍標準 | 二代健保個人補充保費之項目收費範圍標準 | 二代健保個人補充保費之項目收費範圍標準 | 二代健保個人補充保費之項目收費範圍標準 | 二代健保個人補充保費之項目收費範圍標準 |
| 計費 項目                              | 全年累計超過當月投保 金額4倍部分的獎金                               | 兼職薪資所得                                           | 執行業務收入                           | 股利所得 | 利息所得                               | 租金收入                               |                                        |
| -------------------------------------- | -------------------------------------------------------------------- | ------------------------------------------------------ | -------------------------------------- | --- | -------------------------------------- | -------------------------------------- | -------------------------------------- |
| 上限                                   | 獎金累計超過當月投保金額4倍後，超過的部分單次以新臺幣1,000萬元為限。 | 單次給付以新臺幣1,000萬元為限                          | 單次給付以新臺幣1,000萬元為限          | - 以雇主或自營業主身分投保者:單次給付金額扣除已列入投保金額計算之股利所得部分以1,000萬元為限。 - 非以雇主或自營業主身分投保者：單次給付以新臺幣1,000萬元為限。 | 單次給付以1,000萬元為限                | 單次給付以新臺幣1,000萬元為限          |                                        |
| 下限                                   | 無                                                                   | 單次給付金額達中央勞動主管機關公告基本工資之薪資所得。 | 單次給付達20,000元                     | - 以雇主或自營業主身分投保者：單次給付金額超過已列入投保金額計算部分達20,000元。 - 非以雇主或自營業主身分投保者：單次給付達新臺幣20,000元。                    | 單次給付達新臺幣20,000元               | 單次給付達新臺幣20,000元               |                                        |

- 未達下限標準，無須繳補充保費；超過上限標準，以上限標準計算之。
- 中低收入戶、中低收入老人、接受生活扶助之弱勢兒童與少年、領取身心障礙生活補助費者、特殊境遇家庭及符合本法第一百條所定之經濟困難者，單次領取未達中央勞動主管機關公告基本工資者，始得免扣取補充保險費。

#### 沿革
1. 2013年1月1日至2014年6月30日，凡突然增加的所得達新臺幣五千元以上者，可課徵補充保險費。
2. 2014年9月1日至今，凡突然增加的所得達新臺幣一萬九千二百七十三元以上者，則計算補充保險費。

#### 各方意見與因應做法
- 立法委員羅淑蕾認為補充保險費針對兼職打工者、只放定存的投資者、只買有長期穩定現金配息的股票投資者；卻對高收入者設有上限保障且政務官及國營事業董事長等高收入者投保薪資級距過低。
- 只放定存的投資者、以每月先提出定存利息的方式，避開補充保險費，這是合理的作法。(被部份政府官僚與國有銀行視為拆單，政府視這種行為是挑戰全民健保補充保費的正當性[16])。
- 金管會主委陳裕璋表示，股票股利屬分割性質，但財政部視股票股利為所得，因而以面額課稅，衛生署也認同財政部看法，但股票股利不以現金支付，投資人得另外拿錢繳付，股務公司也無法就源扣繳，健保署必須自己開單，徵納雙方負擔都很重[17]。
- 房東與承租的公司、行號重新簽訂租賃契約，拆月租為週租，降低每筆租金收入。[18]
- 二代健保規定自由工作者執行業務收入須扣補充保費[15]，健保署建議「選擇適合的工會加保」即可免繳補充保費。時任衛生署副署長戴桂英表示專職作家及部落客選擇適合的職業工會加保，即可免繳兼職所得或執行業務所得的補充保費。健保署承保處組長洪清榮表示，如果醫學院聘任的教師，改由附設醫院聘任，即使收入達新臺幣三、四十萬元，投保薪資最高級僅新臺幣十八萬兩千元，月繳新臺幣兩千多元保費，改由醫學院兼職所得納補充保費，負擔會相對減輕很多[19][20]。

## 相關議題
由於實施全民健保後，醫療院所的收入與健保給付息息相關。

### 醫護人員勞動條件
醫界尚未有大幅增加人力、改良制度以減少超時工作的共識。而從供需的角度來看，醫師的供給名額仍由衛生福利部嚴格控制總量管制。當供給總量嚴格管制不許成長，醫療需求爆增的條件下，醫師工作量成長是不可避免的。以至於政府調整健保相關費用，仍無法改善醫護環境。

### 給付制度難題
只要有各種藥品的支付價格，醫療院所就會去議價，支付藥商低於健保訂價的金額。每當藥價調低，大多數的醫療院所就開始換藥，減少開立藥價差較小的，改開藥價差較大的同性質或作用的藥。倘若一個病治療完成，以一個價格支付；或者論人計酬，則醫療院所就會以最後的經濟效益為考量。但此制度也有缺點，由於同一種疾病的治療難度因人而異，許多前例顯示：醫院高層將更想拒收較難治療的患者（如高齡者、病情複雜者）、醫院高層因病患的給付有限而提早讓病患出院等，不利病患的後果。

## 爭議

### 收費爭議
1. 失業稅：無職業無收入人口，健保署以虛擬薪資新臺幣48000元，向人民收取新臺幣749元健保費(2021年起為826元)[23]，而打零工還要另繳1.91%補充保費。無職業無收入人口大多屬於弱勢，且不屬於低收入戶及失業補助的對象，健保署故此無法補助。但是衛生福利部官員卻宣稱都有補助，所以無法比照研究生以低於基本工資為由，不收取1.91%補充保費[24]，或依照能力降低一般保費（現為新臺幣749元）收費標準（含合理的補貼保費措施）。之後補充保費收入優於預期，政府寧願考慮調降補充保費，並自2016年1月1日起降低受薪者健保費率，卻未調降無職業無收入人口的新臺幣749元應繳費率，招致部分批評。[25]
2. 藥價黑洞與醫院浮報：由於醫院對藥商議價能力高，得以低於健保給付價格進藥，並向健保申請給付，中間的價差就是醫院的額外利潤。或者醫院可以將小病誇大，領取浮報的給付。某些人認為，由於某些醫院從健保獲取的藥價利潤過高，才會造成健保鉅額虧損；若保費調漲只是讓更多資源透過黑洞流入醫院，並無必要。有關人士並進一步主張，應該要先實現醫藥分業，並做到藥價透明化再調漲保費。為了減輕醫院浮報及藥物的超額利潤，健保署也加強監管機制，推動病歷審核，查核各項醫療支出，拒付非必要醫療行為。但相對的，醫院醫師則認為過嚴的審核使得必要醫療支出也遭核刪，並且迫使醫療院所面對更高的虧損風險，影響醫師與病患的權益[26]。但從財務方面檢視上述說法，全民健保實施後，若確有賺取暴利的情形，則醫學中心應能享有更高額利潤而非虧損。
3. 僑民、外籍人士、大陸地區人士濫用資源：中華民國國民出國停保後，只要回國繳交保費即可復保，這讓有意看病的僑民可享受平時不付保費，要看病時才回台灣享受健保的不平等優惠。健保署的分析發現，全台民眾平均每繳交一元的健保費，可獲得一點一元的醫療費，但這些僑民，平均每交一元保費，卻吃掉一點七元的醫療費。對於這個問題，健保署也已經在執行防弊機制（最短復保期間六個月），減少健保權利義務不對等的不公平現象。全民健保強制納保對象為中華民國國民，但是長期居留國內之外籍人士也會面臨醫療需求，所以全民健保容許長期居留之外籍人士與大陸籍人士加保，其中包括國民之眷屬、學生、受僱勞工。而大陸人士不可依據外籍勞工（藍領勞工）的規定來台工作，唯有依據專業人士邀請來台的名義來台。此類專業人士在健保資格分類上屬第六類（無雇主），享有與政府補貼失業者同級的低額保費，被認為不適當，也引發反彈。[27][28]然則外籍人士、大陸人士終究佔投保比例少數，調整其保費至合理程度雖然必要，但此種調整對於避免破產幫助有限。
4. 提高相關費用：在推動落實轉診制度之下，相關配套尚未上路即先行對門診與急診調漲部分負擔費用。衛生福利部訂定科別急診檢傷分類，而部分醫院發現急診檢傷分類沒規定科別的漏洞，將急診規定精神科檢傷1至2級一律收費新臺幣550元[29] 部分醫院利用檢傷分類之漏洞，使得訂定檢傷分類的負擔收費調整產生問題，院方已調回健保署規定收費標準[30]。隨後政府又考慮實施慢性處方籤取消免藥品部分負擔、上調藥品部分負擔、檢驗部分負擔、避免民眾轉至急診研議再次提高急診本部分負擔，改善醫療浪費的成效仍有限[31]。

### 健保IC卡隱私爭議
健保IC卡於2004年1月1日強制全面取代紙卡，自此台灣醫療體系進入電子化時代。然而個人資料外洩事件頻傳，引發醫療隱私權高度爭議，大眾健保IC卡資料保全令人堪憂。由包括同志關懷團體在內等個人權團體所組成的全民個人資料保護聯盟，致力提升個人資料保護的概念，其認為個人醫療資料就是個人隱私資訊，且是敏感的重要資料，公權力不能假便利、經濟或任何名義間接或公然侵犯。法律界人士認為，在資料的蒐集權限及非常態的外洩，與科技的極限等皆是令人擔憂，呼籲政府應有更完整全面的配套防堵措施有鑒於對健保IC卡上路政策的疑慮。在健保IC隱私爭議中，全民個人資料保護聯盟認為政府未善盡與公民社會溝通之責，健保IC卡上路後，各種隱私爭議問題叢生，收集個人資料之法源不明，有侵害隱私之嫌，政策推行亦欠缺透明度。此外更向健保局提出訴求，認為應充分溝通、維持雙卡並行、停止片面美化宣傳、疑慮未除前不得登錄醫療資訊，並且呼籲政府推動相關政策時，資訊應更加公開且透明化。
對此，健保局則回應第一階段登錄資料並不會侵犯隱私，後續會取得共識後再實施，且個資有嚴格管控。為具體向大眾傳達理念，全民個人資料保護聯盟於2003年8月11日舉行記者會，更於健保IC卡全面上路當日，集體以行動表達意念，試圖提醒民眾個人隱私權面對IC卡威脅之嚴重後果，並說明聯盟如何持續監督政策及提倡個人資料保護。政策推動成敗關鍵在於社會各界之共識，民間團體與民眾反對健保IC卡制度之原因，主要在於政策制定過程缺乏參與及溝通，政府應進行個人意願表達及資料安全機制的相關設計，依循國家資通安全會報相關規範及期程規劃，完成資通安全防護及驗證工作，具體落實個人資料安全維護強化以根除大眾對於隱私權外洩之疑慮。

### 2000年愛滋病用藥3TC斷藥事件
中央健保局與生產愛滋病藥物3TC（拉米夫定）的葛蘭素威康（葛蘭素史克)）司四次議價失敗，可能導致使用3TC的愛滋病毒患者必須換別種藥物。對此，臺灣生命社服協會於2000年4月6日發表「關於愛滋藥物3TC斷藥事件的聲明」對該事件表達不滿，由來於在臨床上愛滋病的「三合一療法」（雞尾酒療法）是不能隨便換藥的，隨便換藥的結果可能會使得愛滋病毒產生抗藥性，且更改藥物會產生的副作用極大，而這些都需要病患來忍受，臺灣生命社服協會更質疑道，是否是健保局和藥商都為了自己各自的利益，而無視愛滋病患者的生命需要？
同年月4月7日健保局對此做出回應。健保局因為招商議價不成，在第四次議價仍未完成決標，預計將辦理第五次招商議價。並說明在3TC尚未完成採購前，依專家建議3TC可以用地達諾新和DDC取代。如果有病患無法以其他藥物取代，須說明理由並依「全民健保特殊診療項目及藥材事前審查作業要點」提出申請。
對於健保局的回應，臺灣生命社服協會提出質疑，包括相較於其他重大疾病的支出，愛滋病並不足以拖垮健保；並且3TC仍是目前同類藥物中效果較好、副作用也較小的，健保局所謂「依專家建議」含糊且輕率。並要求健保局公開議價過程；以病患利益為優先考量；並必須對於非必要換藥而造成傷害的病患為藥害賠償。

### 其他爭議
健保署濫發年終獎金，由於健保署多次警告「健保財務有破產危險」，卻在2009年發放3.8個月年終獎金給局內員工，雖然與健保基金無直接相關，但觀感不佳，造成爭議。其後啟動部分負擔調漲與保費調漲，自2009年底至2010年初，時新任衛生署長楊志良要求調漲健保費用，雖短暫遭到時任行政院長吳敦義喊停，但在楊志良宣佈辭職獲慰留後，仍恢復啟動健保費用調漲計劃，造成大眾不滿。在2017年又再次啟動部分負擔調漲，部分人士因此認為健保署只是「自認為」用漲價可以解決所有問題，事實上調高後的部分負擔並沒有確實改良醫療環境。2016年9.10月健保署向外宣布，2017年擬定調高各級醫院門診急診部分負擔，以落實轉診分流及小病別往大醫院看的機制，卻不見健保署提出外界對於其他配套改善措施（無家庭醫師機制、基層診所半夜無急門診、轉診減免只能算第1次、長期在醫院看病檢查拿藥的慢性病人、榮民身分去相關醫院看醫生免付部分負擔、懲罰弱勢跟慢性病，無助分級轉診、無法自行判斷檢傷分類...等）。後來在2017年2月6日提出的「具名核刪」制度，要求必須公告處理核刪的人員清冊，但相關政策後續被停止執行，引起醫界的反抗聲浪。
此外，在早期使用紙卡作為健保卡的時期，曾有「診所蓋章爭議」。當時，紙卡背面有六格，蓋滿（亦即集滿六次就醫紀錄）就要回原投保單位更換。然而有些不肖的診所或醫院會將一次看病，分成兩次或三次，診所藉以申請更多補助。
還有一些爭議是針對某些利用保險牟利，卻難以管理的人。其一是「保險黃牛」，也就是常穿梭在醫院病房間的特定投機者，向病人遊說稱讓病人能取得更好的勞保健保理賠，並藉此抽取不法佣金。另一種是「健保老鼠」。根據台灣媒體引用的健保署統計，2015年有五萬七千人返台就醫後又中途退保，只繳交極少的保費便能享有高額的就醫補助，因此被媒體稱為健保老鼠。。
也有一些收費公平性的爭議。「罪犯健保費由全民共同負擔」是2013年1月1日起二代健保實施後的新政策，受刑人的健保費改由全民負擔，每年編列預算達新臺幣12億元，但善良民眾卻仍要自行負擔健保費，無力繳納還會被停保跟移送法務部行政執行署進行強制執行，故此政策被強烈批評不符合公平正義的原則，健保署又遲遲不願意修正，健保署還在其官方網站Q&A宣稱沒有增加政府負擔，部分民眾擔心恐造成繳不起保費的人寧願坐牢，讓政府負擔保費，使得犯罪率變高。此外，針對失業者收取較高健保費也引起爭議。健保署用虛擬所得新臺幣48000元向沒工作的人民收取健保費，經媒體批評後，健保署仍不願修改施行細則及相關規定，堅稱全部沒工作的人都有失業與低收入戶補助，不提供其他補助措施，只提供分期付款跟紓困方案，但這些仍無法根本性地解決問題。又無薪資所得者費率未隨有薪者調降，政府表示無調降空間，也同樣造成極大的爭議。

## 外部連結
- 衛生福利部中央健康健保署（页面存档备份，存于）（繁體中文）（英文）
- 「我對台灣全民健保的看法」（页面存档备份，存于） - Formosa Post
- 全民健康保險法（页面存档备份，存于） - 法務部全國法規資料庫工作小組
- 修正全民健康保險法第十一條條文 總統府公報6981期 2011-6-29（页面存档备份，存于）
- 全民健保之優缺點